# Palace Springs
Palace Springs è il quarto album live della space rock band britannica Hawkwind, registrato nel 1989 e pubblicato nel 1991.

## Tracce
1. Back In The Box – 6:21 –  (Hawkwind)
2. Treadmill – 8:09 –  (Brock)
3. Void Of Golden Light – 3:26 –  (Brock)
4. Lives Of Great Men – 6:51 –  (Brock)
5. Time We Left (This World Today)  (Brock)   / Heads – 7:19 –  (Brock/Neville-Neil)
6. Acid Test – 6:01 –  (Bainbridge)
7. Damnation Alley – 7:15 –  (Calvert/Brock/House)

## Formazione
- Bridget Wishart - voce
- Dave Brock - chitarra, tastiere, voce
- Harvey Bainbridge - tastiere, voce
- Alan Davey - basso, chitarra, voce
- Simon House - violino
- Richard Chadwick - batteria